# Snögrund
Snögrund är en ö i Finland. Den ligger i Norra kvarken och i kommunen Vörå i den ekonomiska regionen  Vasa i landskapet Österbotten, i den västra delen av landet. Ön ligger omkring 30 kilometer nordöst om Vasa och omkring 380 kilometer norr om Helsingfors.
Öns area är 3 hektar och dess största längd är 390 meter i öst-västlig riktning.